# Las Iguanas, Guerrero
Las Iguanas är en ort i Mexiko.   Den ligger i kommunen Ometepec och delstaten Guerrero, i den sydöstra delen av landet, 300 km söder om huvudstaden Mexico City. Las Iguanas ligger 38 meter över havet och antalet invånare är 448.
Terrängen runt Las Iguanas är kuperad åt nordost, men åt sydväst är den platt. Las Iguanas ligger nere i en dal. Runt Las Iguanas är det glesbefolkat, med 10 invånare per kvadratkilometer. Närmaste större samhälle är Ometepec, 6,8 km norr om Las Iguanas. Omgivningarna runt Las Iguanas är en mosaik av jordbruksmark och naturlig växtlighet.